# 第34回全日本大学サッカー選手権大会
第34回全日本大学サッカー選手権大会は1985年11月28日から12月1日にかけて開催された全日本大学サッカー選手権大会である。大阪商業大学が3年連続4回目、大阪体育大学が初優勝を果たした。

## 概要
9地域の代表15校と総理大臣杯全日本大学サッカートーナメント優勝校が参加した。

### 大会日程
- 1985年11月28日 - 1回戦
- 1985年11月29日 - 準々決勝
- 1985年11月30日 - 準決勝
- 1985年12月1日 - 決勝、三位決定戦

### 開催競技場
- 西が丘サッカー場（1回戦・準々決勝・準決勝・決勝）
- 駒沢競技場（1回戦・準々決勝）
- 江戸川区陸上競技場（1回戦）
- 大宮サッカー場（1回戦）

## 出場大学
- 大阪商業大学（総理大臣杯優勝・6年連続17回目）
- 北海道大学（北海道代表・初[1]）
- 福島大学（東北代表・8年ぶり3回目）
- 国士舘大学（関東第1代表・2年連続4回目）
- 明治大学（関東第2代表・16年ぶり5回目）
- 法政大学（関東第3代表・3年ぶり14回目）
- 中央大学（関東第4代表・4年ぶり12回目）
- 早稲田大学（関東第5代表・2年ぶり15回目）
- 信州大学（北信越代表・5年ぶり5回目）
- 愛知学院大学（東海第1代表・2年連続7回目）
- 中京大学（東海第2代表・2年ぶり14回目）
- 大阪体育大学（関西第2代表・3年ぶり8回目）
- 同志社大学（関西第3代表・2年ぶり7回目）
- 広島大学（中国代表・13年ぶり6回目）
- 高知大学（四国代表・2年連続3回目）
- 福岡大学（九州代表・2年ぶり13回目）

## 試合日程・結果

### 1回戦
| 1985年11月28日 |

| 国士舘大学  | 2 - 0 | 愛知学院大学 |
| 柱谷 · 志村 |       |              |

| 駒沢競技場 |

| 1985年11月28日 |

| 福岡大学 | 0 - 2 | 早稲田大学  |
|          |       | 松山 · 浜田 |

| 駒沢競技場 |

| 1985年11月28日 |

| 法政大学 | 1 - 0 | 福島大学 |
| 沢入     |       |          |

| 江戸川区陸上競技場 |

| 1985年11月28日 |

| 信州大学 | 0 - 5 | 大阪体育大学                 |
|          |       | 鈴木2 , · 金田 · 畑中 · 中川 |

| 江戸川区陸上競技場 |

| 1985年11月28日 |

| 明治大学                             | 7 - 0 | 北海道大学 |
| 鬼塚 · 滝 · 柴田2 , · 大山2 , · 西山 |       |            |

| 大宮サッカー場 |

| 1985年11月28日 |

| 広島大学 | 0 - 1 | 同志社大学        |
|          |       | 財満 後6分 (pen.) |

| 大宮サッカー場 |

| 1985年11月28日 |

| 中央大学              | 4 - 2 | 高知大学    |
| 大橋 · 川澄 · 後藤2 , |       | 杉原 · 西田 |

| 西が丘サッカー場 |

| 1985年11月28日 |

| 中京大学 | 0 - 2 | 大阪商業大学 |
|          |       | 望月 · 蒲原  |

| 西が丘サッカー場 |

### 準々決勝
| 1985年11月29日 |

| 国士舘大学                | 3 - 0 | 早稲田大学 |
| ミッシェル (PK) · 岸本2 , |       |            |

| 駒沢競技場 |

| 1985年11月29日 |

| 法政大学 | 1 - 2 | 大阪体育大学 |
| 沢入     |       | 島田 · 東川  |

| 駒沢競技場 |

| 1985年11月29日 |

| 明治大学     | 4 - 1 | 同志社大学 |
| 鬼塚3 , · 滝 |       | 植村       |

| 西が丘サッカー場 |

| 1985年11月29日 |

| 中央大学 | 1 - 1 延長 (PK 2-3) | 大阪商業大学 |
| 後藤     |                     | 江崎         |

| 西が丘サッカー場 |

### 準決勝
| 1985年11月30日 |

| 国士舘大学 | 1 - 2 延長 | 大阪体育大学               |
| 簔口       |            | 自殺点 後26分 · 柳 延前5分 |

| 西が丘サッカー場 |

| 1985年11月30日 |

| 明治大学    | 1 - 2 延長 | 大阪商業大学                |
| 大山 後14分 |            | 望月 前44分 · 梶居 延後17分 |

| 西が丘サッカー場 |

### 三位決定戦
| 1985年12月1日 |

| 国士舘大学     | 3 - 2 | 明治大学 |
| 岸本2 , · 佐野 |       | 柴田2 ,  |

| 西が丘サッカー場 |

### 決勝
| 1985年12月1日 |

| 大阪体育大学 | 0 - 0 再延長・引分 | 大阪商業大学 |
|              |                    |              |

| 西が丘サッカー場 |

## 最終結果
| 第34回全日本大学サッカー選手権大会 優勝チーム |
| --------------------------------------------- |
| 大阪商業大学 3年連続4回目                     |
| 大阪体育大学 初                               |

## 主な出場選手
- 本並健治（大阪商業大学）
- 望月聡（大阪商業大学）
- 池ノ上俊一（大阪商業大学）
- 梶居勝志（大阪商業大学）
- 武田亘弘（大阪体育大学）
- ミッシェル（国士舘大学）
- 柱谷哲二（国士舘大学）
- 簔口祐介（国士舘大学）
- 東川昌典（国士舘大学）
- 大熊清（中央大学）
- 沢入重雄（法政大学）
- 松山吉之（早稲田大学）
- 財満博文（同志社大学）